# Număr centrat nonagonal

Un număr centrat nonagonal sau centrat eneagonal este un număr figurativ centrat care reprezintă un eneagon cu un punct în centru și toate celelalte puncte care înconjoară centrul în straturi eneagonale succesive. Numărul centrat eneagonal pentru n este dat de formula
{\displaystyle Nc(n)={\frac {(3n-2)(3n-1)}{2}}.}
Al n-lea număr centrat nonagonal este al n-1-lea număr centrat triunghiular înmulțit cu 9 la care se adună 1.
Primele câteva numere centrate nonagonale 
1, 10, 28, 55, 91, 136, 190, 253, 325, 406, 496, 595, 703, 820, 946. Lista cuprinde două numere perfecte: 28 și 496. Toate numerele pare perfecte sunt numere triunghiulare al căror indice este un prim Mersenne impar. Deoarece fiecare prim Mersenne mai mare de 3 este congruent cu 1 modul 3, rezultă că fiecare număr perfect mai mare decât 6 este un număr nonagonal centrat.
În 1850, Sir Frederick Pollock a conjecturat că fiecare număr natural este suma a cel mult unsprezece numere centrate nonagonale, care nu a fost nici dovedită, nici respinsă.